# Roberto Baronio
Roberto Baronio (Manerbio, Italia, 11 de diciembre de 1977) es un entrenador y exfutbolista italiano, se desempeñaba como centrocampista.
Actualmente es asistente de Andrea Pirlo en la U. C. Sampdoria de la Serie B de Italia.

## Clubes
| Club           | País   | Año       |
| -------------- | ------ | --------- |
| Brescia        | Italia | 1994-1996 |
| SS Lazio       | Italia | 1996-1997 |
| Vicenza        | Italia | 1997-1998 |
| SS Lazio       | Italia | 1998-1999 |
| Reggina        | Italia | 1999-2000 |
| SS Lazio       | Italia | 2000-2001 |
| ACF Fiorentina | Italia | 2001-2002 |
| Perugia        | Italia | 2002-2003 |
| Chievo Verona  | Italia | 2003-2005 |
| Udinese        | Italia | 2005-2006 |
| SS Lazio       | Italia | 2006-2008 |
| Brescia        | Italia | 2008-2009 |
| SS Lazio       | Italia | 2009-2010 |
| Atletico Roma  | Italia | 2010-2011 |

- Datos: Q516528
- Multimedia: Roberto Baronio / Q516528